# Piecuch
Piecuch – jezioro na północny zachód od Mrągowa (gmina Mrągowo, powiat mrągowski, województwo warmińsko-mazurskie) o powierzchni 8 ha; długości 400 m i szerokości 230 m.
Maksymalna głębokość to 3,9 m. Linia brzegowa rozwinięta. Wysokie brzegi otoczone polami, łąkami i lasem. Łączy się z Średnim Jeziorem i jeziorem Juno. Potocznie nazwane jest Jeziorem Czerwonym.
Jego brzegi są strome i wysokie. W swoich zasobach flory wodnej ma głównie liny i szczupaki.